# Haveri
Haveri est une ville indienne située dans le district de Haveri dans l’État du Karnataka. En 2011, sa population était de 67 102 habitants.

## Source
- (en) Cet article est partiellement ou en totalité issu de l’article de Wikipédia en anglais intitulé « Haveri » (voir la liste des auteurs).